# ۱۲۳۴ (قمری)
۱۲۳۴ (قمری)، هزار و دویست و سی و چهارمین سال در گاهشماری هجری قمری است. اول محرم این سال برابر با سی و یکم اکتبر سال ۱۸۱۸ میلادی است.

## رویدادها
- پایان ساخت فانوس دریایی بندر انزلی در زمان حکومت ناصرالدین شاه توسط خسروخان گرجی حاکم وقت.[۱]

## وابسته
- میرزا صالح شیرازی